# Madeul-Stadion
Das Madeul-Stadion (kor. 마들스타디움) ist ein Fußballstadion in der südkoreanischen Stadt Seoul im Stadtteil Nowon-gu. Seit 2008 wird das Stadion für Fußballspiele genutzt, aktuell vom Seoul United FC.

## Nutzung
Zuerst nutzte der Nowon Hummel FC das Stadion. Von 2008 bis 2009 trug man in diesen Stadion Spiele der Korea National League aus. Ende 2009 zog das Franchise in eine andere Stadt und das Stadion blieb bis 2010 ungenutzt. Seit 2011 nutzt Seoul United FC für Spiele der K3 League das Stadion. 
Auf dem Gelände des Madeul-Stadions befindet sich die Einrichtung des Fußballstadtteilverbandes Nowon-gu.

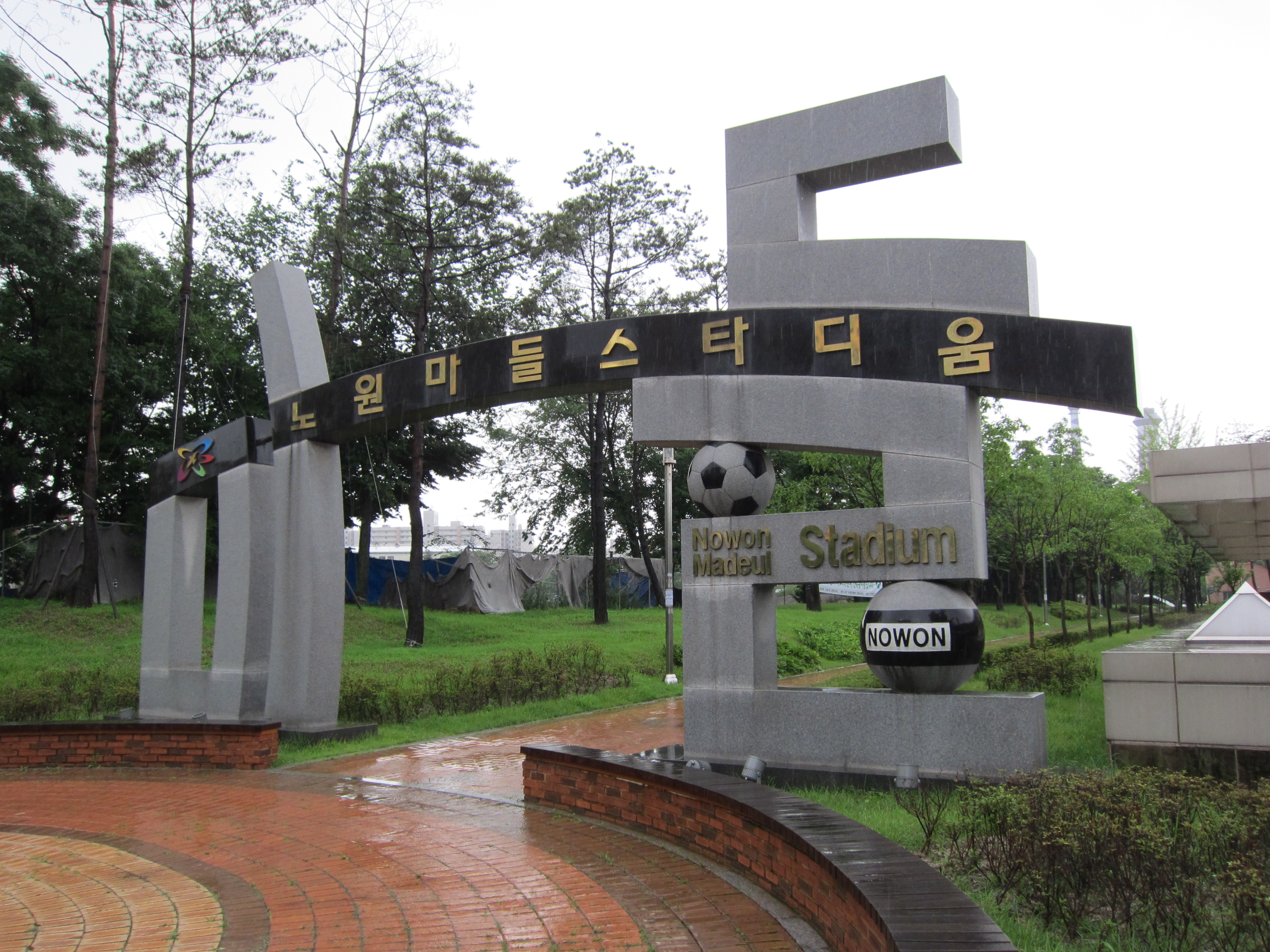
Eingangsbereich
Einrichtung des Fußballstadtteilverbandes Nowon-gu